# Satake Yoshitada
Satake Yoshitada (佐竹義格, 1695 – 1715) foi o 22º líder do clã Satake  e o 4º Daimiô do domínio de Kubota na província de Dewa durante o Xogunato Tokugawa. 

## Biografia
Yoshitada foi o terceiro filho e herdeiro de Yoshizumi. Em 1º de abril de 1703, foi apresentado formalmente ao shōgun  Tsunayoshi, neste mesmo ano em 5 de agoto seu pai veio a falecer, e passa a ser o Daimiô de Kubota. Em 18 de dezembro de 1708 ele foi nomeado Ju shi i ge (従四位下, Oficial júnior de quarto escalão) além de ser concedido o título de Jijū (侍従, moço de câmara). 
Em 1709 o domínio de Kubota passou a se denominar domínio de Akita. Durante seu governo, incentivou o plantio de árvores para a reconstrução das finanças que se deterioraram no tempo de meu pai. Infelizmente problemas de ordem naturais como o incêndio da residencia da família e a onda de terremotos durante a era Genroku inviabilizou seus esforços e enfraqueceu sua saúde.
Yoshitada morreu no castelo Kubota em 19 de julho de 1715. Seu túmulo está localizado no Tentoku-ji, o templo do clã em Akita.  Como não deixou herdeiros, quem assumiu os títulos foi seu irmão Satake Yoshimine. 